# Pitchfork
Pitchfork, dawniej jako Pitchfork Media – anglojęzyczny portal muzyczny poświęcony głównie recenzjom płytowym, nowościom i wywiadom z artystami. Pitchfork zajmuje się różnymi gatunkami muzyki, takimi jak rock, electronic, pop, rap, dance, folk, jazz, metal, a także muzyką eksperymentalną.
Strona koncentruje się na nowej muzyce, jednak dziennikarze z Pichfork Media recenzują także wznowienia płyt i box sety. Strona zajmuje się również publikacją list typu „best-of” – takimi jak wybór najlepszych albumów czy singli z poszczególnych lat czy dekad.

## Historia
Pitchfork został stworzony w Minneapolis w stanie Minnesota pod koniec 1995 roku przez Ryana Schreibera, zaraz po ukończeniu przez niego szkoły średniej. Zainspirowany przez fanowskie ziny i lokalną stację radiową KUOM, Schreiber, który nie miał wcześniej doświadczenia z dziennikarstwem, miał zamiar dostarczać do internetu regularnie aktualizowane wiadomości o muzyce niezależnej. Początkowo strona nosiła nazwę Turntable i była aktualizowana co miesiąc o nowe recenzje i wywiady. W maju 1996 roku strona zaczęła publikować codziennie nowe informacje, a jej nazwa została zmieniona na „Pitchfork” (od nazwy tatuażu Tony’ego Montany z filmu Scarface z 1983 roku).
Na początku roku 1999 Schreiber usunął Pitchfork z bazy w Minneapolis i przeniósł go do Chicago w stanie Illinois. Po tym fakcie strona rozwinęła się i zaczęła publikować po cztery recenzje albumów dziennie, a także sporadyczne wywiady i felietony. Wyrobiła także własny styl pisarski, który był wcześniej często krępowany przez konwencję dziennikarstwa drukowanego. W październiku 1999 roku strona dodała codzienne aktualizacje nowości ze świata muzyki. Schreiber tak mówi o pierwszych latach serwisu:

Mój pomysł na Pitchfork miał bardzo prostą formułę: wzorcowo realizować zasadniczy obowiązek prasy muzycznej, jakim jest przedstawianie słuchaczom nowych wykonawców. A nie odczekiwanie, co stanie się popularne i relacjonowanie tego po fakcie. Przecież mnóstwo publikacji muzycznych działa w ten sposób po dziś dzień. Nie sądzę, by to naprawdę kręciło czytelników. Gwiazda na okładce z pewnością sprzeda numer, ale ostatecznie ludzie gdzieś indziej poszukają odkryć. Drugim elementem jest nasza determinacja, by rozwijać serwis i dostarczać coraz to bardziej różnorodnych treści poświęconych coraz to różniejszym gatunkom. Wreszcie wśród fanów muzyki niezależnej budzimy zaufanie, bo jesteśmy dla nich jak rówieśnicy. Słuchamy tego samego.

## Rozmiar i oglądalność
Pitchfork w 2008 był odwiedzany przez ponad 240 tys. czytelników dziennie i ponad 1,5 miliona nowych osób miesięcznie, co czyniło go najbardziej popularną internetową stroną muzyczną skoncentrowaną na muzyce niezależnej.
23 października 2003 roku autor Pitchformula.com ogłosił, że Pitchfork opublikował 5,5 tys. recenzji 158 różnych autorów, łącznie 2,9 miliona słów. Jednakże te dane pochodzą z 2003 roku, a od tego czasu strona kontynuowała codzienne publikacje recenzji (wyłączając weekendy i tzw. „wakacje” – czas wolny dla wszystkich członków redakcji).

## Opiniotwórczość
Opinie Pitchforka zaczęły być powszechnie używane w ostatnich kilku latach; niektóre z mainstreamowych mediów ukazują stronę jako barometr niezależnej sceny muzycznej, a cytaty z jej recenzji są coraz częściej używane w publikacjach prasowych, a także dołączane na przednich okładkach albumów muzycznych.
Od odrodzenia muzyki niezależnej w 2004 roku niektóre publikacje cytują Pitchforka, wypowiadając się na temat nowych zespołów, takich jak Arcade Fire, Sufjan Stevens, Clap Your Hands Say Yeah, Interpol, The Go! Team, Junior Boys, The Books, Broken Social Scene, Cold War Kids, Wolf Parade, Tapes 'n Tapes i Titus Andronicus, chociaż prawdziwy wpływ strony na ich popularność jest często dyskusyjny.
Pitchfork jest także widziany jako vortal mający negatywny wpływ na niektórych artystów niezależnych. Jak zasugerowano w The Washington Post w artykule z kwietnia 2006 roku, recenzje Pitchforka mogą mieć ogromny wpływ na popularność albumu, szczególnie jeśli był wcześniej dostępny tylko dla niewielkiej części słuchaczy lub był wydany poprzez niezależną wytwórnię płytową. Po miażdżącej recenzji płyty Travistan byłego lidera zespołu The Dismemberment Plan – Travisa Morrisona album odnotował bardzo duży spadek sprzedaży i przestał być odtwarzany w radio. Z drugiej strony The Washington Post pisze, że poparcie przez Pitchfork wysokimi ocenami jest niezaprzeczalnie bardzo wartościowe.

## Krytyka
Wraz ze zdobywaną popularnością Pitchfork doczekał się też krytyki.
Powszechny zarzut mówi, że dziennikarstwo strony cierpi na jednostronny widok na muzykę niezależną, faworyzując lo-fi i mało znany indie rock, a powierzchownie traktując inne gatunki muzyczne. Kolejny mówi, że opinie strony wyglądają na „hipsterowskie”, mające na celu zmieniać muzyczne trendy, często mówiąc otwarcie czytelnikom o tym, co jest „cool” i „uncool”, i pozwala kreować duży szum wokół wybranych scen muzycznych (takich jak „dance punk” czy „freak folk”), a także wykonawców (takich jak Sufjan Stevens i Arcade Fire). Niektórzy krytycy sugerują, że albumy określonych artystów i z wybranych scen muzycznych uzyskują przychylniejsze oceny, kiedy muzyka na nich zawarta zyskuje większą popularność.
Jednakże największy zarzut stawiany pod adresem Pitchfork jest wycelowany w styl recenzji serwisu. Krytycy zarzucają autorom, że recenzje często mają niewiele wspólnego z opisywaną muzyką, czasami nawet nie opisując albumu, a krytykując jego twórcę całościowo. Pitchfork jest także znany z dawania ocen „0.0” albumom uznanym przez serwis za całkowicie nic nie warte. Jeden z krytyków napisał, że Pitchforkowa ocena „0.0” wybranych albumów to nic więcej niż „tani publiczny chwyt” dla strony, która „prosperuje dzięki kontrowersji”. Krytyk także pyta hipotetycznie, jak przy standardach Pitchforka zostałoby ocenione nagranie punkowe i jednocześnie neonazistowskie.

## System oceniania
Recenzje muzyczne Pitchforka używają dwóch różnych systemów oceniania:
- Pierwotnie każdy utwór był oceniany na 1 do 5 gwiazdek, ale 15 stycznia 2007 roku strona wprowadziła nowy system o nazwie „Forkcast”. Zamiast oceniania poszczególnych utworów, recenzenci etykietują każdy utwór jedną z opisowych kategorii („New Music”, „Old Music”, „Video”, „Advanced Music”, „Rising”, „WTF”), a także kategorii ulubionych i najmniej lubianych utworów (kolejno „On Repeat” i „Delete”.)
- Albumom są przyznawane oceny od 0.0 do 10.0.

24 października 2003 roku serwis Pitchformula.com zrobił badanie 5575 recenzji dostępnych w tym czasie na Pitchforku, pokazujące że:
- 6.7 było średnią oceną
- 2339 recenzji dawało ocenę 7.4 lub wyższą
- 2362 recenzji dawało ocenę pomiędzy 5.0 i 7.3
- 873 recenzje dawały ocenę poniżej 5.0

Recenzja albumu In Rainbows zespołu Radiohead wygląda na satyryczne uznanie dla metody płacenia za swój album, jaką przyjął zespół. Pozwala ona użytkownikowi wytypować swoją własną ocenę. Po wpisaniu swojej oceny i kliknięciu znaku zapytania pojawiał się napis „It’s up to you” (ang: „to zależy od ciebie”). Po ponownym kliknięciu napis zmieniał się na „No really, it’s 9.3" („tak naprawdę nie, ocena to 9.3"). Album Do You Like Rock Music? zespołu British Sea Power dostał ocenę „U.2".
Według założyciela serwisu Ryana Schreibera, dwie najczęściej oglądane recenzje w historii serwisu dotyczą Kid A Radiohead z 2000 roku (ocena 10.0) oraz Shine On grupy The Jet z 2006 roku (ocena 0.0).

### Albumy ocenione na 10.0
- ...And You Will Know Us by the Trail of Dead – Source Tags & Codes
- 12 Rods – gay? (EP)
- Bonnie ‘Prince’ Billy – I See a Darkness
- The Beatles – Abbey Road
- The Beatles – Magical Mystery Tour
- The Beatles – Revolver
- The Beatles – Rubber Soul
- The Beatles – Sgt. Pepper’s Lonely Hearts Club Band
- The Beatles – The Beatles (album)
- Björk – Homogenic
- Björk – Post (album)
- Bob Dylan – The Bootleg Series Vol. 4: Bob Dylan Live 1966, The „Royal Albert Hall” Concert
- The Dismemberment Plan – Emergency & I (Vinyl Reissue)
- The Flaming Lips – The Soft Bulletin
- The Stone Roses – The Stone Roses
- Robert Pollard – Relaxation of the Asshole
- Radiohead – Kid A
- Radiohead – OK Computer
- Amon Tobin – Bricolage
- Walt Mink – El Producto
- Wilco – Yankee Hotel Foxtrot
- Boards of Canada – Music Has the Right to Children
- Glenn Branca – The Ascension
- James Brown – Live at the Apollo (Expanded Edition)
- The Clash – The Essential Clash
- The Clash – London Calling: 25th Anniversary Edition
- John Coltrane – The Olatunji Concert: The Last Live Recording
- Elvis Costello & The Attractions – This Year's Model
- Miles Davis – Kind of Blue
- Miles Davis – Sketches of Spain
- DJ Shadow – Endtroducing..... (Deluxe Edition)
- The Fall – This Nation's Saving Grace
- Iggy & The Stooges – Raw Power
- Joy Division – Closer
- Joy Division – Unknown Pleasures
- KISS – Alive!
- Kanye West – My Beautiful Dark Twisted Fantasy
- Neutral Milk Hotel – In the Aeroplane Over the Sea
- Pavement – Slanted and Enchanted: Luxe & Reduxe
- Pavement – Crooked Rain, Crooked Rain: LA's Desert Origins
- Pink Floyd – Animals
- R.E.M. – Murmur (Deluxe Edition)
- Otis Redding – Otis Blue: Otis Redding Sings Soul (Collector’s Edition)
- The Replacements – Let It Be
- Sonic Youth – Daydream Nation: Deluxe Edition
- Spiritualized – Ladies and Gentlemen We Are Floating in Space: Collector’s Edition
- Bruce Springsteen – Born to Run: 30th Anniversary Edition
- Television – Marquee Moon
- The Velvet Underground – Loaded
- The Velvet Underground & Nico – The Velvet Underground & Nico
- The Who – Odds and Sods
- Weezer – Pinkerton (album) (Deluxe Edition)
- Wire – Pink Flag
- Wire – Chairs Missing
- XTC – English Settlement
- Różni wykonawcy – No Thanks!: The 70s Punk Rebellion
- Fiona Apple – Fetch the Bolt Cutters